# Massacro di Sa‘sa‘
Il massacro di Sa'sa' fu un episodio della guerra arabo-israeliana del 1948.

## Storia
Nel febbraio 1948, Yigal Allon, comandante del Palmach nel nord della Palestina, impartì a Moshe Kelman, vicecomandante del Terzo battaglione, un ordine d'attacco contro il villaggio di Sa'sa' del seguente tenore: «Fate saltare in aria venti case e uccidete quanti più combattenti possibile». Il massacro che ne seguì è descritto da Dinur in The History of the Haganah come «una delle più audaci incursioni nel territorio nemico».
Una cronaca contemporanea (1948) sostiene che lo scopo dell'attacco fosse quello di ripristinare la pubblica fiducia degli ebrei nelle loro forze combattenti, dopo lo sterminio dei membri di un intero plotone, avvenuto un mese prima, mentre tentavano di consegnare approvvigionamenti al kibbutz di Kfar Etzion.
Secondo Efraim Karsh, inoltre, tra il 20 e il 21 gennaio, circa quattrocento combattenti armati del Secondo reggimento Yarmuk dell'Esercito Arabo di Liberazione con sede a Sa'sa' avevano condotto attacchi contro il kibbutz isolato di Yechiam nella Galilea occidentale.
Il 15 febbraio 1948, un'unità militare di Palmach entrò nel villaggio durante la notte e, senza incontrare resistenza, piantò esplosivi presso alcune case. Si disse all'epoca che dieci o più abitazioni furono distrutte in tutto o in parte e undici abitanti del villaggio, tra i quali cinque bambini, furono uccisi. Secondo la storia ufficiale di Haganah, il villaggio era servito da base dei combattenti arabi. Secondo lo storico palestinese Walid Khalidi, però, la circostanza è smentita dai resoconti di stampa d'epoca nel riferire il fatto che le unità di Palmach non incontrarono resistenza.
Fu solo il 30 ottobre 1948, nell'ambito dell'Operazione Hiram, che le forze di Haganah occuparono Sa'sa'. Gli abitanti non ancora fuggiti furono espulsi. Il capo del Comando nord Moshe Carmel disse in seguito di aver individuato prove di omicidi e un'indagine ufficiale del maggiore Emanuel Yalan sostenne che alcuni abitanti, inclusi disabili, fossero stati uccisi dopo l'occupazione. I dossier di pertinenza sono però ancora segretati.
Poche vestigia rimangono del villaggio, oltre alla moschea poi trasformata in centro culturale del kibbutz.
Nel 1992 Khalidi così descrisse i resti di Sa'sa': «Rimangono alcuni dei vecchi ulivi e alcuni muri e case sono ancora in piedi. Alcune case sono oggi usate dal kibbutz; una possiede un accesso a volta e finestre ad arco. Gran parte del terreno circostante è boscoso, il resto è coltivato da agricoltori israeliani».

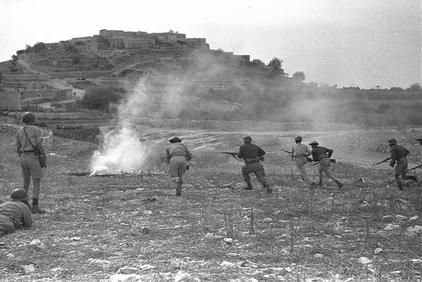
Un'unità del Palmach attacca Sa'sa